# ریزوم (انجمن)

آرم بنیاد خیریه ریزوم درآمریکا The Rhizome Collective

ریزوم (به انگلیسی: The Rhizome Collective) نام یک جمعیت از فعالان امور شهری در تکزاس  آمریکا است که از تاریخ سوم نوامبر ۲۰۰۱ فعالیت می‌کند و اعضایش گرایش عدالت طلبانه دارند و از جمله به زندانیان کمکهای غذایی و... می‌کنند. 
این سازمان غیرانتفاعی است و برای بهتر ساختن محیط زیست هم تلاش می‌کند و فعالیت اعضایش داوطلبانه‌است. 
شماری از اعضای بنیاد مزبور نگران بسته شدن و تعطیلی آن هستند.
با توجه به نوزایی ریزوم (زمین ساقه) نام انجمن مزبور آگاهانه ریزوم انتخاب شده‌است.